# Nuoto ai XIX Giochi asiatici - 200 metri dorso femminili
La gara dei 200 metri dorso femminili di nuoto ai XIX Giochi asiatici si è svolta il 26 settembre 2023, durante i XIX Giochi asiatici, presso l'Hangzhou Olympic Sports Expo Center.

## Podio
| Pos.    | Atleta     | Nazione       |
| ------- | ---------- | ------------- |
| Oro     | Peng Xuwei | Cina          |
| Argento | Liu Yaxin  | Cina          |
| Bronzo  | Lee Eun-ji | Corea del Sud |

## Record
Prima della manifestazione il record del mondo (RM), il record asiatico (AS) e il record dei giochi (RC) erano i seguenti.
|  | 2'03"14 | Kaylee McKeown | 10 marzo 2023 Sydney       |
|  | 2'06"46 | Zhao Jing      | 14 novembre 2010 Guangzhou |
|  | 2'06"46 | Zhao Jing      | 14 novembre 2010 Guangzhou |

Durante la competizione non sono stati migliorati record.

## Programma
| Data              | Ora (UTC+8) | Turno    |
| ----------------- | ----------- | -------- |
| 26 settembre 2024 | 10:37       | Batterie |
| 26 settembre 2024 | 19:46       | Finale   |

## Risultati

### Batterie
| Pos. | Batteria | Corsia | Atleta                  | Nazionalità   | Tempo   | Note |
| ---- | -------- | ------ | ----------------------- | ------------- | ------- | ---- |
| 1    | 3        | 4      | Peng Xuwei              | Cina          | 2'09"67 | Q    |
| 2    | 1        | 5      | Lee Eun-ji              | Corea del Sud | 2'11"42 | Q    |
| 3    | 1        | 4      | Mio Narita              | Giappone      | 2'11"62 | Q    |
| 4    | 2        | 4      | Liu Yaxin               | Cina          | 2'13"96 | Q    |
| 5    | 3        | 5      | Rio Shirai              | Giappone      | 2'14"17 | Q    |
| 6    | 2        | 5      | Cindy Cheung            | Hong Kong     | 2'14"69 | Q    |
| 7    | 3        | 3      | Xeniya Ignatova         | Kazakistan    | 2'14"98 | Q    |
| 8    | 2        | 3      | Xiandi Chua             | Filippine     | 2'15"44 | Q    |
| 9    | 3        | 2      | Faith Khoo              | Singapore     | 2'18"57 |      |
| 10   | 2        | 2      | Jinjutha Pholjamjumrus  | Thailandia    | 2'19"79 |      |
| 11   | 3        | 6      | Chloe Isleta            | Filippine     | 2'20"28 |      |
| 12   | 1        | 2      | Mia Millar              | Thailandia    | 2'20"54 |      |
| 13   | 1        | 3      | Jessica Cheng           | Hong Kong     | 2'21"15 |      |
| 14   | 2        | 6      | Palak Joshi             | India         | 2'25"81 |      |
| 15   | 3        | 1      | Elizaveta Rogozhnikova  | Kirghizistan  | 2'26"28 |      |
| 16   | 1        | 6      | Ganga Senavirathne      | Sri Lanka     | 2'26"37 |      |
| 17   | 3        | 7      | Enkh-Amgalan Ariuntamir | Mongolia      | 2'31"09 |      |
| 18   | 1        | 7      | Enkhbaatar Anima        | Mongolia      | 2'39"76 |      |
| 19   | 2        | 7      | Fatima Lotia            | Pakistan      | 2'53"04 |      |

### Finale
| Pos. | Corsia | Atleta          | Nazionalità   | Tempo   | Note |
| ---- | ------ | --------------- | ------------- | ------- | ---- |
|      | 4      | Peng Xuwei      | Cina          | 2'07"28 |      |
|      | 6      | Liu Yaxin       | Cina          | 2'08"70 |      |
|      | 5      | Lee Eun-ji      | Corea del Sud | 2'09"75 |      |
| 4    | 3      | Mio Narita      | Giappone      | 2'10"72 |      |
| 5    | 7      | Cindy Cheung    | Hong Kong     | 2'12"44 |      |
| 6    | 1      | Xeniya Ignatova | Kazakistan    | 2'12"82 |      |
| 7    | 8      | Xiandi Chua     | Filippine     | 2'13"63 |      |
| 8    | 2      | Rio Shirai      | Giappone      | 2'14"39 |      |